# Antički brodolom u Vrboskoj
Ostatci antičkog brodoloma nalaze se u uvali Duboka kod Vrboske, općina Jelsa.

## Opis dobra
Unutar uvale Duboka na sjevernoj strani otoka Hvara, nalaze se ostaci brodoloma. Dno je pjeskovito i blago pada prema dubini. Po površini su razbacani ostaci ulomaka amfora, a u pijesku se naziru i cijele amfore. Nalazište je djelomično istraženo i većina pronađenog arheološkog materijala je izvađena. Dio tereta je još pod pijeskom, a tu su i dobro očuvani drveni ostaci brodske konstrukcije. Amfore su afričke, cilindrične, tipa Africana II (Keay IV-VI),i Keay XXV, te nekoliko inačica narebrenih kasnoantičkih ovalnih amfora. Brodolom je datiran u 4. stoljeće.

## Zaštita
Pod oznakom Z-231 zavedena je kao nepokretno kulturno dobro - pojedinačno, pravna statusa zaštićena kulturnog dobra, klasificirano kao "arheološka baština".